# Skottorps slott
Skottorps slott är ett slott i Skummeslövs socken, Laholms kommun. 
Huvudbyggnaden består av två våningar och omges på bägge sidor av fristående flygelbyggnader. Framför slottet finns en engelsk park med en mängd mer eller mindre sällsynta träd och buskar. Skottorp ligger inte långt från Hallandsåsen, vid den insjölika Stensån.
Det är byggnadsminne sedan 28 november 1986.

## Historia
Veka, som varit den ursprungliga huvudgården, omnämnes redan i början av 1300-talet. År 1488 hör man talas om en Axel Bang till Skotterup. Efter 1505 skrev sig Axel Nielsen Baden som herre till Skottorp. År 1663 såldes godset av Holger Rosencrantz på Dömestorp till assessor Peter Julius Coyet, som samma år sålde det vidare till hovkansler Frans Joel Örnestedt. Hans dotterdotter Marianne von Krassow lämnade vid sin död 1790 godset till sonen Gustaf Adam von Krassow. 
Hans söner delade det 1801 på så sätt, att kapten Carl Gustaf von Krassow fick huvudgården, även kallad Gamla Skottorp. Ryttmästare Gustaf Mauritz von Krassow fick Nya Skottorp, som byggdes av honom. År 1813 sålde kapten von Krassow Gamla Skottorp till kommerseråd Peter Möller, som lät göra stora förbättringar. Hans änka överlät det 1846 till sin brorson ryttmästare Peter Möller. Genom skogsplanteringar och ett rationellt jordbruk förbättrade denne godset till ett av Hallands bästa. 
Det gamla slottet byggdes av Frans Joel Örnestedt, efter ritningar av Nils Eosander. I kungasalen firades den 6 maj 1680 bröllopet mellan Karl XI och Ulrika Eleonora av Danmark. Inför bröllopet gjordes en omfattande tillbyggnad. Den här gången anlitades Nicodemus Tessin den äldre och efter hans ritningar uppfördes en två våningar hög festsal med hög kupol med omgivande rum för kungafamiljen. 
1816 revs det gamla slottet, då betydligt förfallet, av kommerserådet Möller, som de följande åren lät uppföra det nuvarande slottet i empirestil. Carl Fredrik Sundvall var arkitekt för den nya byggnaden. I samband med ombyggnaden försvann kungssalen.
Slottet blev förklarat som byggnadsminne 1986, då familjen Grankvist övertog slottet. Från 2005 ägdes slottet av familjen Müller-Uri, som öppnade delar av slottet för café och konferenser. I oktober 2017 var slottet till salu för 30 miljoner kr. Skottorps slott fick under 2018 nya ägare, Leija Graf och Åke Hellstedt.

## Ägarelängd
- 1436 Jens Laurensen
- 1488 Axel Bang
- 1505 Anders Nielsen Baden, till Skottorp och Grindeholm g.m. Bodil Axelsdatter[8]
- 1536 Axel Andersen Baden, till Skottorp och Södra Vram g.m. Anne Truedsdatter Saxtrup,
- 1579 Sören (Severin) Axelsen Baden g.m. Kirsten Gjordsdatter (Kyrning-Myre) till Skottorp
- 1630 Holger Axelsen Rosenkrantz ”den rige”, g.m. 1:o Lene Gyldenstierne, 2:o Karen Krabbe
- 1647 Ebbe Holgersen Rosenkrantz, g.m. Kirsten Pallesdatter Rosenkrantz
- 1663 Peter Julius Coyet g.m. 2:o Gertrud Hoghusen
- 1663 Frans Joel, adlad Örnestedt, g.m. Anna von der Deilen
- 1685 Carl Gustaf Örnestedt, ogift
- 1747 Anna Hedvig Örnestedt, g.m. Gustaf Wilhelm Coyet
- 1754 Vilhelmina Sofia, g.m. Gustaf Adolf von Snoilsky, Mariana Eleonora, g.m. Eberhard Mauritz von Krassow till Dömestorp
- 1784 Mariana Eleonora Coyet
- 1790 Gustaf Adam von Krassow, g.m. Concordia Elisabet Stannike
- 1801 Carl Gustaf von Krassow, som fick huvudgården och Gustaf Mauritz vom Krassow, som fick Nya Skottorp
- 1813 Peter Möller, g.m. Else Marie Béen
- 1846 Peter Möller, adlad von Möller, g.m. 2:o Sophie Elisabet Silfverschiöld
- 1884 Adolf Peter von Möller
- 1932 Bror Alf Gustaf (Gösta) Allison von Möller, g.m. Carin Amalia Tersmeden
- 1964 Carin Amalia von Möller och barnen Carl Gustaf Peter von Möller, g.m. Ingrid Lech, Helen Marie Elisabeth g.m.     Torbjörn Fleetwood, Harald Peter von Möller, g.m. Gunilla Åkerberg och Carin Christina A-S von Möller g.m. Nils-Arne Svensson.
- 1979 Carin Christina och Nils-Arne Svensson
- 1981-1982 Verner och Anita Nilsson
- 1986 Leif Grankvist g.m. Marianne Holmberg
- 2005 Thomas Müller-Uri g.m. Ingmarie Gunnarsson
- 2018 Leija Graf och Åke Hellstedt